# 斗実駅
斗実駅（トゥシルえき）は、大韓民国釜山広域市金井区にある釜山交通公社1号線の駅である。駅番号は131。
1号線は当駅から終点の老圃駅まで地下区間となる。

## 駅構造
相対式ホーム2面2線の地下駅。スクリーンタイプのホームドアが設置されている。改札内でのホーム間の移動はできない。出入口は8箇所に設けられている。

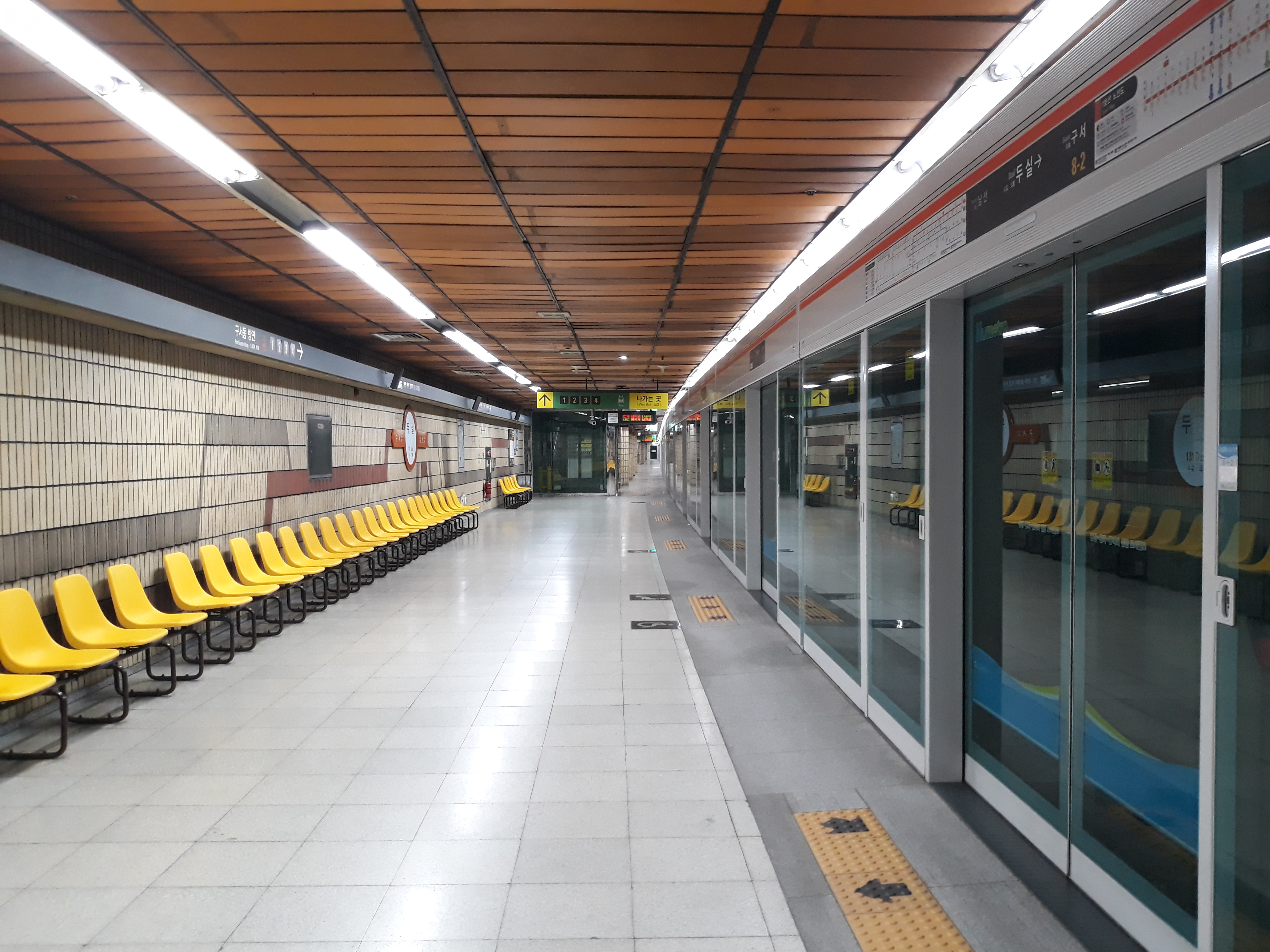
上りホーム（2018年3月）
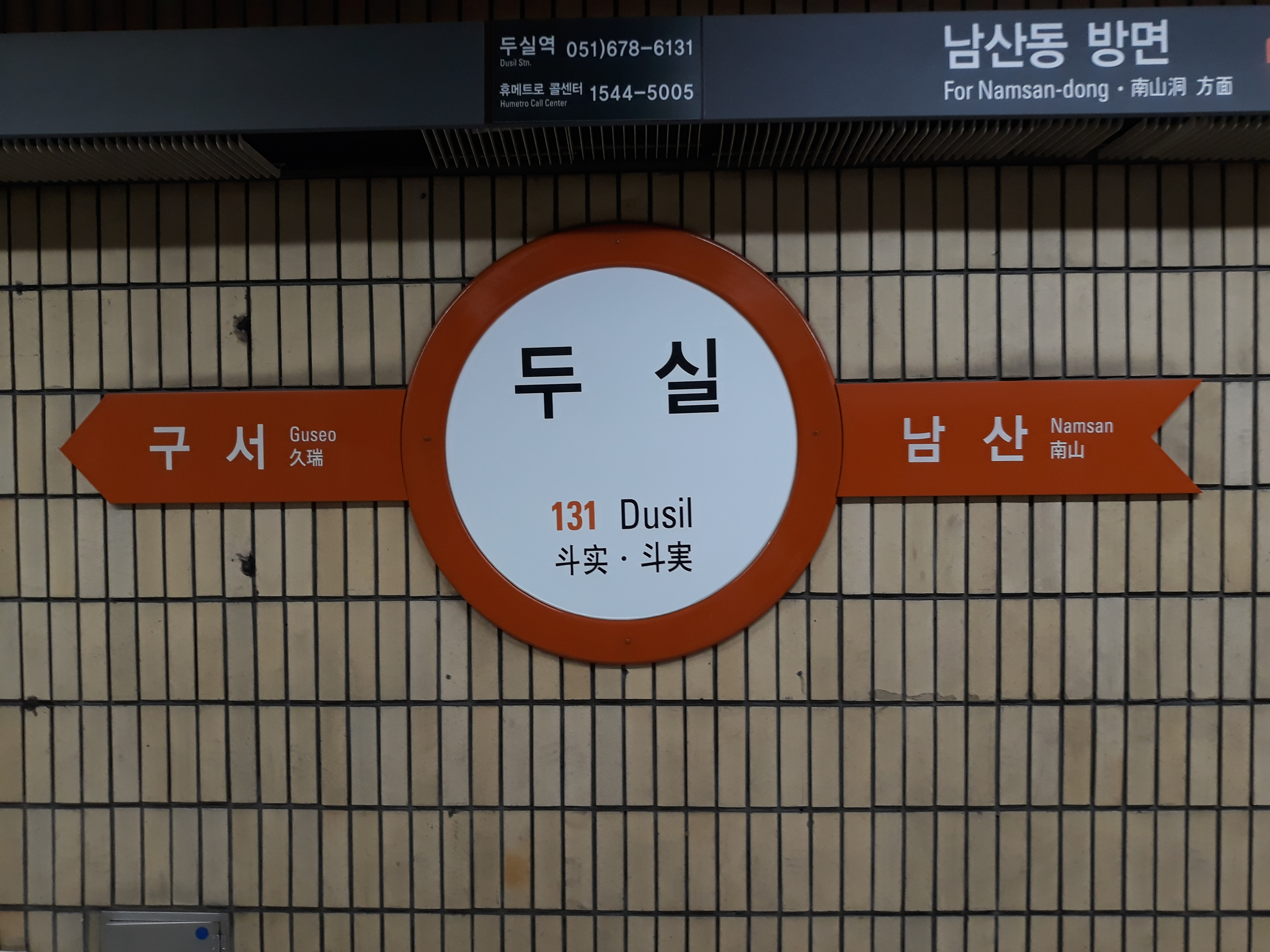
駅名標

### のりば
| 上り | 1号線 | 多大浦海水浴場方面 |
| 下り | 1号線 | 老圃方面           |

## 歴史
- 1985年7月19日 - 開業。

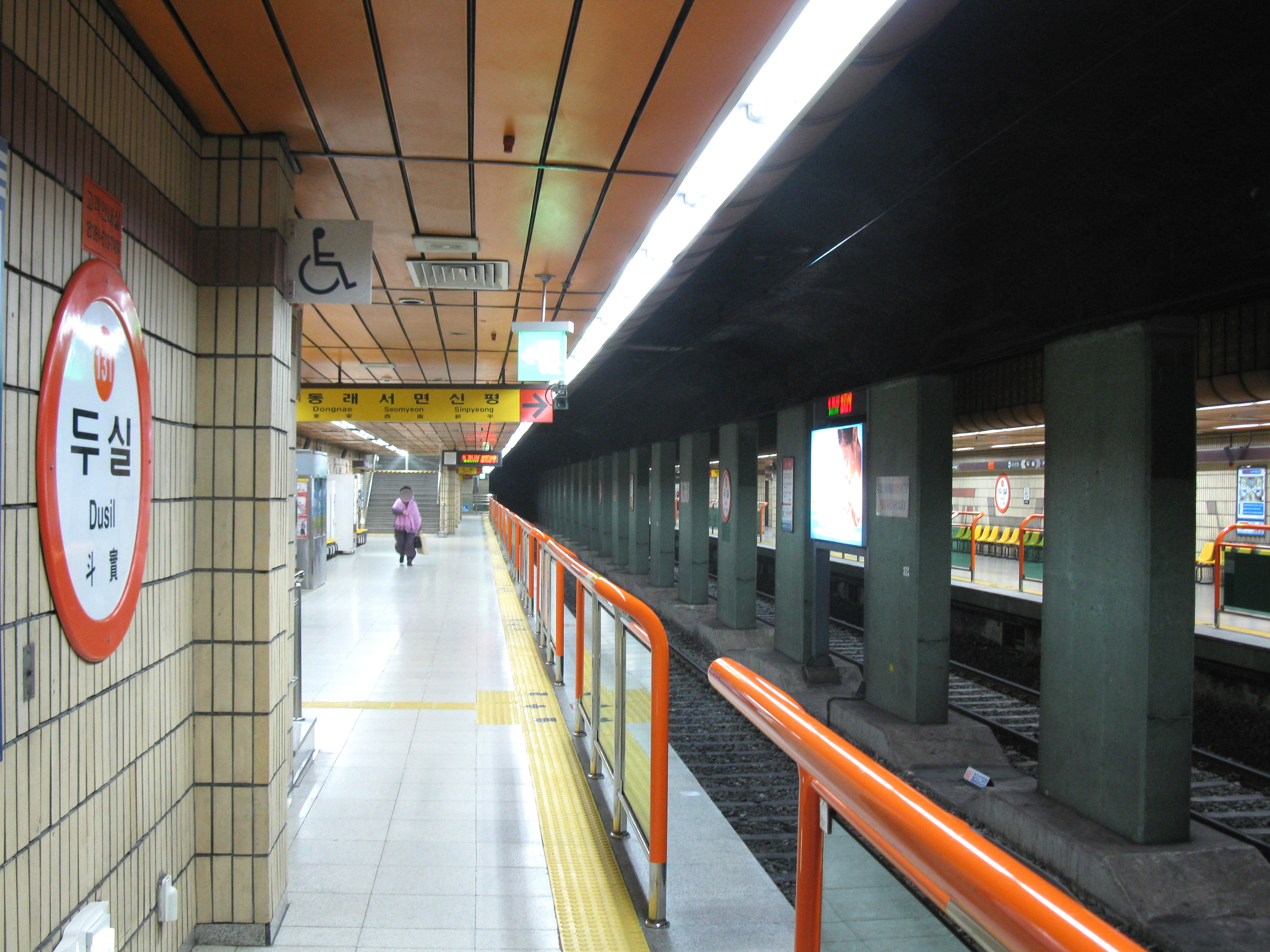
ホームドア設置前（2009年2月）

## 駅周辺
- イスラム教釜山聖院
- 久瑞2洞住民センター
- 南山中学校
- 釜山銀行斗実支店
- 国民銀行斗実駅支店
- KEBハナ銀行久瑞洞支店
- NH農協銀行久瑞洞支店

## 隣の駅
釜山交通公社
 1号線
久瑞駅 (130) - 斗実駅 (131) - 南山駅 (132)